# Villa Ibáñez
Villa Ibáñez (también conocido como Ullum) es una localidad ubicada en el centro sur de la provincia de San Juan, al oeste del oasis agrícola del valle de Ullum, al noroeste de la ciudad de San Juan, en Argentina. Es ciudad cabecera y asiento de autoridades gubernamentales del departamento Ullum. Esta localidad es hoy núcleo de una importante región vinícola, frutícola y olivícola por excelencia de la provincia ya mencionada.

## Geografía

### Población
Contó con 4490 habitantes (Indec, 2001), lo que representa un incremento notable frente a los 3173 habitantes (Indec, 1991) del censo anterior.
Según datos del último censo, Villa Ibáñez cuenta con 4,886 habitantes (Indec, 2010), es el distrito cabecera del departamento, lugar que junto a Villa Aurora, La Toma, El Chilote y diferentes barrios dispersos en el valle de Ullum comprenden la mencionada población.

### Sismicidad
La sismicidad del área de Cuyo (centro oeste de Argentina) es frecuente y de intensidad baja, y un silencio sísmico de terremotos medios a graves cada 20 años en distintas áreas aleatorias.
Terremoto de Caucete 1977el 23 de noviembre de 1977, la región fue asolada por un terremoto y que dejó como saldo lamentable algunas víctimas, y un porcentaje importante de daños materiales en edificaciones.
Sismo de 1861aunque dicha actividad geológica catastrófica, ocurre desde épocas prehistóricas, el terremoto del 20 de marzo de 1861 señaló un hito importante dentro de la historia de eventos sísmicos argentinos ya que fue el más fuerte registrado y documentado en el país. A partir del mismo la política de los sucesivos gobiernos mendocinos y municipales han ido extremando cuidados y restringiendo los códigos de construcción. Y con el terremoto de San Juan de 1944 del 15 de enero de 1944 (81 años) el gobierno sanjuanino tomó estado de la enorme gravedad sísmica de la región.
El Día de la Defensa Civil fue asignado por un decreto recordando el sismo que destruyó la ciudad de Caucete el 23 de noviembre de 1977, con más de 40.000 víctimas sin hogar. No quedaron registros de fallas en tierra, y lo más notable efecto del terremoto fue la extensa área de licuefacción (posiblemente miles de km²).
El efecto más dramático de la licuefacción se observó en la ciudad, a 70 km del epicentro: se vieron grandes cantidades de arena en las fisuras de hasta 1 m de ancho y más de 2 m de profundidad. En algunas de las casas sobre esas fisuras, el terreno quedó cubierto de más de 1 dm de arena.

## Parroquias de la Iglesia católica en Villa Ibáñez
| Arquidiócesis | San Juan de Cuyo              |
| ------------- | ----------------------------- |
| Parroquia     | Nuestra Señora de los Dolores |